# Ким Гым Иль
Ким Гым Иль (кор. 김금일?, 金今一?; 10 октября 1987, Пхеньян, КНДР) — северокорейский футболист, атакующий полузащитник и нападающий клуба «25 апреля» и сборной КНДР.

## Карьера

### Клубная
С 2005 года выступает в Северокорейской лиге за клуб «25 апреля», который становился чемпионом страны в том году.

### В сборной
Выступал за молодёжную (до 20 лет) сборную КНДР, в её составе участвовал в проходившем в Индии финальном турнире чемпионата Азии (до 20 лет) 2006 года, забил 4 гола в ворота соперников, внеся, тем самым, значительный вклад в победу своей команды. По итогам турнира Ким был признан самым ценным игроком розыгрыша. В 2007 году участвовал в проходившем в Канаде финальном турнире чемпионата мира (до 20 лет), сыграл в 3 встречах команды, был её капитаном, забил 1 гол в ворота сверстников из Чехии. Кроме того, был признан в том году лучшим молодым футболистом континента.
В составе главной национальной сборной КНДР дебютировал в 2005 году, сыграл 3 матча в отборочном турнире к чемпионату мира 2010 года. В 2010 году Ким был включён в заявку команды на финальный турнир чемпионата мира в ЮАР. Перед первым матчем на турнире Ким Гым Иль покинул расположение команды; некоторыми предполагалось, что он и ещё три игрока сборной попросили в ЮАР политического убежища. Позже ФИФА сообщила, что у корейской делегации все игроки находятся в команде, вскоре они были замечены в командном автобусе. Всего сыграл на турнире в 2-х матчах сборной.

## Достижения

### Командные
«25 апреля»
Чемпион КНДР: (1)
- 2005

 Молодёжная сборная (до 20 лет)
Чемпион Азии: (1)
- 2006

### Личные
Лучший молодой футболист Азии: (1)
- 2007

## Характеристика
Ким — всесторонний игрок атаки, может сыграть «на острие», а также отдать последний пас. В КНДР его отмечают как скоростного и техничного футболиста.